# 第3回全米映画俳優組合賞
3rd SAG Awards

1997年2月22日
キャスト賞 - 映画: 

バードケージ
キャスト賞 - ドラマシリーズ: 

ER緊急救命室
キャスト賞 - コメディシリーズ: 

となりのサインフェルド
第3回全米映画俳優組合賞は、1997年2月22日に発表された。

## 候補者及び受賞者一覧

### 映画

#### 主演男優賞
- ジェフリー・ラッシュ - 『シャイン』 - デイヴィッド・ヘルフゴット役
  - トム・クルーズ - 『ザ・エージェント』 - ジェリー・マグワイア役
  - レイフ・ファインズ - 『イングリッシュ・ペイシェント』 - アルマシー役
  - ウディ・ハレルソン - 『ラリー・フリント』 - ラリー・フリント役
  - ビリー・ボブ・ソーントン - 『スリング・ブレイド』 - カール・チルダース役

#### 主演女優賞
- フランシス・マクドーマンド - 『ファーゴ』 - マージ・ガンダーソン役
  - ブレンダ・ブレッシン - 『秘密と嘘』 - シンシア役
  - ダイアン・キートン - 『マイ・ルーム』 - ベッシー役
  - ジーナ・ローランズ - 『ミルドレッド』 - ミルドレッド・ホークス役
  - クリスティン・スコット・トーマス - 『イングリッシュ・ペイシェント』 - キャサリン・クリフトン役

#### 助演男優賞
- キューバ・グッディング・ジュニア - 『ザ・エージェント』 - ロッド・ティドウェル役
  - ハンク・アザリア - 『バードケージ』 - アガドール役
  - ネイサン・レイン - 『バードケージ』 - アルバート役
  - ウィリアム・H・メイシー - 『ファーゴ』 - ジェリー・ランディガード役
  - ノア・テイラー - 『シャイン』 - デヴィッド・ヘルフゴット役

#### 助演女優賞
- ローレン・バコール - 『マンハッタン・ラプソディ』 - ハンナ・モーガン役
  - ジュリエット・ビノシュ - 『イングリッシュ・ペイシェント』 - ハナ役
  - マリサ・トメイ - 『ミルドレッド』 - モニカ役
  - グウェン・ヴァードン - 『マイ・ルーム』 - ルース役
  - レネー・ゼルウィガー - 『ザ・エージェント』 - ドロシー・ボイド役

#### キャスト賞
- 『バードケージ』
ハンク・アザリア、キャリスタ・フロックハート、ダン・フッターマン、ジーン・ハックマン、ネイサン・レイン、ダイアン・ウィースト、ロビン・ウィリアムズ
  - 『イングリッシュ・ペイシェント』
  - 『マイ・ルーム』
  - 『シャイン』
  - 『スリング・ブレイド』

### テレビ

#### 男優賞（テレビ映画・ミニシリーズ）
- アラン・リックマン - 『ラスプーチン』 - グリゴリー・ラスプーチン役
  - アーマンド・アサンテ - 『ゴッチ・ザ・マフィア/武闘派暴力組織』 - ジョン・ゴッチ役
  - ボー・ブリッジス - 『アメリカの片隅で 〜幸せのかたち〜』 - ビル・ジャヌソン役
  - ロバート・デュヴァル - 『審判』 - アドルフ・アイヒマン役
  - エド・ハリス - Riders of the Purple Sage - ジム・ラシター役

#### 女優賞（テレビ映画・ミニシリーズ）
- キャシー・ベイツ - 『トークショー』 - ヘレン・カシュニック役
  - アン・バンクロフト - Homecoming - アビゲイル・テラーマン役
  - ストッカード・チャニング - 『ワンダフル・ワールド』 - バーバラ・ホイットニー役
  - ジェナ・マローン - 『冷たい一瞬を抱いて』 - ルース・アン・"ボーン"・ボートライト役
  - シシリー・タイソン - 『フォー・エバー・ライフ』 - ジョーダン・ルーズベルト役

#### 男優賞（ドラマシリーズ）
- デニス・フランツ - 『NYPDブルー』 - アンディ・シポウィッツ刑事役
  - ジョージ・クルーニー - 『ER緊急救命室』 - ダグラス・"ダグ"・ロス役
  - デイヴィッド・ドゥカヴニー - 『Xファイル』 - フォックス・モルダー役
  - アンソニー・エドワーズ - 『ER緊急救命室』 - マーク・グリーン役
  - ジミー・スミッツ - 『NYPDブルー』 - ボビー・シモーン刑事役

#### 女優賞（ドラマシリーズ）
- ジリアン・アンダーソン - 『Xファイル』 - ダナ・スカリー役
  - キム・デラニー - 『NYPDブルー』 - ダイアン・ラッセル刑事役
  - クリスティーン・ラーティ - 『シカゴ・ホープ』 - キャサリン・オースティン医師役
  - デラ・リーズ - Touched by an Angel - テス役
  - ジェーン・シーモア - 『ドクタークイン 大西部の女医物語』 - ミケーラ・"マイク"・クイン役

#### 男優賞（コメディシリーズ）
- ジョン・リスゴー - 3rd Rock from the Sun - ディック・ソロモン役
  - ジェイソン・アレクサンダー - 『となりのサインフェルド』 - ジョージ・コスタンザ役
  - ケルシー・グラマー - 『そりゃないぜ!? フレイジャー』 - フレイジャー・クレイン役
  - デヴィッド・ハイド・ピアース - 『そりゃないぜ!? フレイジャー』 - ナイルズ・クレイン役
  - マイケル・リチャーズ - 『となりのサインフェルド』 - コズモ・クレイマー役

#### 女優賞（コメディ・シリーズ）
- ジュリア・ルイス＝ドレイファス - 『となりのサインフェルド』 - エレイン・ベネス役
  - クリスティーン・バランスキー - Cybill - メリーアン・ソープ役
  - エレン・デジェネレス - Ellen - エレン・モーガン役
  - ヘレン・ハント - 『あなたにムチュー』 - ジェイミー・バックマン役
  - クリステン・ジョンストン - 3rd Rock from the Sun - サリー・ソロモン役

#### アンサンブル賞（ドラマシリーズ）
- 『ER緊急救命室』
ジョージ・クルーニー、アンソニー・エドワーズ、ローラ・イネス、エリク・ラ・サル、ジュリアナ・マルグリーズ、グロリア・ルーベン、シェリー・ストリングフィールド、ノア・ワイリー
  - 『シカゴ・ホープ』
  - 『ロー&オーダー』
  - 『NYPDブルー』
  - 『Xファイル』

#### アンサンブル賞（コメディシリーズ）
- 『となりのサインフェルド』 
ジェイソン・アレクサンダー、ジュリア・ルイス＝ドレイファス、マイケル・リチャーズ、ジェリー・サインフェルド
  - 3rd Rock from the Sun
  - 『そりゃないぜ!? フレイジャー』
  - 『あなたにムチュー』
  - Remember WENN

### 生涯功労賞
- アンジェラ・ランズベリー